# 소년은 울지 않는다 (1999년 영화)
《소년은 울지 않는다》(영어: Boys Don't Cry)는 1999년 개봉한 미국 영화이다. 하였다. 힐러리 스왱크가 아웃팅된 후 증오 범죄로 강간 살해를 당한 트랜스 남성 브랜던 티나를 연기하였다.
2019년 미국 국립영화등기부에 등재되었다.

## 줄거리
네브래스카주 시골에 살던 트랜스젠더 남성 브랜던 티나는 폴스시티로 이주해 전과자 존과 톰, 이들의 친구 캔디스와 래나와 어울리게 되고, 자신이 여성 신체를 지녔다는 걸 모르는 래나와 가까워진다.
브랜던은 이사 전에 받았던 각종 혐의로 인해 체포되어 폴스시티 교도소 여성 수용 공간에 구금된다. 브랜던은 자신이 간성이며 생식기 복구 수술을 받을 거라고 거짓말을 한다. 하지만 래나는 젠더에 상관없이 브랜던을 사랑한다고 말하고 보석금을 내고 브랜던을 꺼내준다.
그 사이 서류를 통해 브랜던이 여성으로 태어났다는 걸 알게 된 톰과 존은 바지를 벗겨 여성기를 확인한 뒤 한적한 장소로 데려가 잔인하게 폭행하고 윤간한다. 이후 톰의 집에 끌려간 브랜던은 화장실 창문을 통해 탈출하는데...

## 출연
- 힐러리 스왱크 - 브랜던 티나 역
- 클로이 세비니 - 래나 티즈델 역
- 피터 사즈가드 - 존 로터 역
- 브렌던 섹스턴 3세 - 마빈 "톰" 니슨 역
- 리시 고런슨 - 캔디스 역
- 저네타 아넷 - 린다 티즈델, 래나의 어머니 역
- 맷 맥그래스 - 로니, 브랜던의 사촌 역
- 앨리슨 폴런드 - 케이트 로터, 존의 여형제이자 래나의 절친 역
- 게일 크로나워 - 사무원 역

## 기타 제작진
- 라인 제작: 질 푸틀릭
- 협력 제작: 브래드 심프슨
- 배역: 빌리 홉킨스, 제니퍼 맥너마라, 수잰 크롤리, 케리 바든
- 미술: 마이클 쇼
- 의상: 빅토리아 패럴
- 음악 감독: 랜들 포스터

## 같이 보기
- 성별 불쾌감